# Pınar Karşıyaka
El Pınar Karşıyaka és un club de basquetbol de la ciutat d'Esmirna a Turquia. És la secció de bàsquet del club poliesportiu Karşıyaka Spor Kulübü. Està esponsoritzat pel holding Pınar. Disputa la Lliga turca de bàsquet.

## Palmarès
- FIBA EuroChallenge
  - Finalistes (1): 2012-13
- Lliga turca
  - Campions (2): 1986–87, 2014–15
  - Finalistes (1): 1983–84
- Copa turca
  - Campions (1): 2013–14
  - Finalistes (1): 2004–05
- Copa presidencial turca
  - Campions (2): 1987, 2014